# Zéro de végétation
Le zéro de végétation est la température minimale à partir de laquelle une plante se développe.  

## Températures et croissance végétale
La vitesse de développement des plantes dépend de la température dans une gamme qui varie avec l’espèce considérée. 
À partir du zéro de végétation (aussi appelé "température de base"), la vitesse de développement est proportionnelle à la différence « température moyenne journalière–zéro de végétation » jusqu’à un seuil maximal souvent proche de 30 °C pour de nombreuses espèces cultivées, c'est la notion de sommes de degrés-jours de croissance ou "sommes de températures". La quantité de lumière reçue quotidiennement a aussi une influence importante (voir Daily light integral).
L'optimum thermique de nombreuses plantes se situe entre 20 °C et 25 °C.
La croissance agit par accumulations successives de cellules et ne revient pas en arrière.
Il faut faire la somme des degrés jours, jusqu'à atteindre la somme nécessaire pour le développement total de la plante ou d'une partie.

## Exemples
Le zéro de végétation est assez variable selon les espèces végétales. Il dépend de l'origine géographique des plantes. Ainsi, les plantes d'origine tropicale ont des zéros de végétation bien plus élevés que les plantes des zones tempérées. La sélection variétale permet toutefois d'adapter ces limites. On a pu ainsi cultiver une céréale d'origine tropicale comme le maïs dans des zones tempérées.
| Zéro de végétation (°C) | Espèce            | Température maximale (°C) |
| ----------------------- | ----------------- | ------------------------- |
| 16                      | Citrouille        | 38                        |
| 15                      | Concombre         | 40                        |
| 14                      | Bananier          | ND                        |
| 13                      | Agrumes           | ND                        |
| 12                      | Aubergine         | ND                        |
| 12                      | Canne à sucre     | ND                        |
| 12                      | Poirier           | ND                        |
| 12                      | Tomate            | ND                        |
| 10                      | Dattier           | ND                        |
| 10                      | Haricot           | ND                        |
| 10                      | Vigne             | ND                        |
| 8                       | Poivron           | ND                        |
| 7                       | Dactyle           | 30                        |
| 6                       | Colza             | ND                        |
| 6                       | Maïs              | 30                        |
| 6                       | Pomme de terre    | ND                        |
| 6                       | Ray-grass         | 27                        |
| 6                       | Sarrasin          | ND                        |
| 6                       | Sorghum           | ND                        |
| 6                       | Trèfle blanc      | ND                        |
| 5                       | Betterave         | ND                        |
| 5                       | Chou pommé        | ND                        |
| 5                       | Fraisier          | ND                        |
| 5                       | Rosier            | ND                        |
| 5                       | Tournesol         | ND                        |
| 3                       | Chou de Bruxelles | ND                        |
| 2                       | Chou-fleur        | ND                        |
| 1 si T<15°C 5 si T>15°C | Luzerne           | ND                        |
| 0                       | Avoine cultivée   | ND                        |
| 0                       | Blé tendre        | 28                        |
| 0                       | Fétuque           | 35                        |
| 0                       | Orge              | ND                        |
| 0                       | Petit pois        | ND                        |
| 0                       | Seigle            | ND                        |

Plus une plante annuelle a un zéro de végétation bas, plus on peut la semer tôt dans la saison (souvent, en zone tempérée, on commence par semer en intérieur puis on repique la plante en extérieur quand les températures sont adéquates, cela permet d'obtenir des légumes plus tôt et donc plus longtemps dans la saison). Si on procède au semis en extérieur avant que les températures soient adaptées, la graine ne germera pas tant que la température n'atteindra pas son zéro de végétation et elle souffrira du froid qui pourra la tuer ou de l'humidité qui pourra la faire pourrir.
C'est ainsi que sont nés certains dictons tels que  : 
- "Sème tes haricots à la Saint-Didier (23 mai), pour un tu en auras un millier."

Attention, cette règle n'est valable que pour les plantes annuelles. D'autres graines, notamment celles de nombreux arbres, ont besoin d'une période de dormance au froid pour germer.